# One of These Days
One of These Days ist das erste Stück auf dem Pink-Floyd-Album Meddle aus dem Jahre 1971 und wurde zusammen mit Fearless als Single ausgekoppelt.

## Inhalt
Das Stück ist instrumental; es gibt nur die verzerrte Wiedergabe der gesprochenen Worte “One of these days I’m going to cut you into little pieces” (deutsch: „Eines Tages werde ich dich in kleine Stücke schneiden“), gesprochen von Schlagzeuger Nick Mason. Es ist eine der wenigen Stimmaufnahmen von Nick Mason auf einer Pink-Floyd-Platte und die erste veröffentlichte. Der Satz wurde durch einen Ringmodulator aufgenommen und anschließend verlangsamt. Nach Aussage von Roger Waters war mit der Textzeile „jemanden in Stücke zu schneiden“ der englische Disk-Jockey Jimmy Young gemeint.
Das Stück wurde mit zwei E-Bässen aufgenommen, die von David Gilmour und Roger Waters gespielt wurden und deren Klang durch ein Binson Echorec (ein Delay-Effektgerät) verändert wurde. Gilmours Bass ist auf dem rechten Kanal der Stereo-Wiedergabe zu hören, während Waters, dessen Bass einen Takt später einsetzt, auf dem linken Kanal zu hören ist. Waters’ Bass klingt ein wenig dumpf. Nach Aussage von Gilmour lag das daran, dass auf dem Bass alte Saiten aufgezogen waren und der Roadie, der losgeschickt worden war, um neue Saiten zu besorgen, in der Zeit lieber seine Freundin besucht hatte.
One of These Days wurde zwischen dem 19. und 21. Juli und vom 23. bis 25. Juli 1971 in den Morgan Studios in London sowie im August 1971 in den AIR Studios in London aufgenommen.

## Veröffentlichung
Der Titel ist auf der Kompilation A Collection of Great Dance Songs (1981) und auf Echoes: The Best of Pink Floyd (2001) enthalten. Daneben findet man ihn als Bonus-Titel auf dem Live-Album Pulse, sowie auf dem Live-Album Delicate Sound of Thunder und, unter dem ursprünglichen, längeren Namen One of These Days I’m Going to Cut You into Little Pieces, auf Pink Floyd: Live at Pompeii.
Das Stück war fester Bestandteil des Tourprogrammes der Band zwischen 1971 und 1974 sowie 1987 und 1994. David Gilmour, Roger Waters und Nick Mason spielten es ebenfalls bei Solo-Tourneen.

## Besetzung
- David Gilmour – Gitarre, Slide-Gitarre, E-Bass (rechter Stereo-Kanal)
- Roger Waters – E-Bass (linker Stereo-Kanal)
- Nick Mason – Schlagzeug, Sprache
- Richard Wright – Hammond-Orgel, Klavier, Klangeffekte